# Viljar Loor
Viljar Loor (Tartu, 1 de outubro de 1953 — Tallinn, 22 de março de 2011) foi um jogador de voleibol da Estônia que competiu pela União Soviética nos Jogos Olímpicos de 1980.
Em 1980, ele fez parte do time soviético que conquistou a medalha de ouro no torneio olímpico, no qual atuou em cinco partidas.